# Cleóbulo (conde)
Cleóbulo (em latim: Cleobulus) foi um oficial bizantino do começo ou meados do século V, ativo no Oriente. Nada se sabe sobre sua carreira, exceto que exerceu a função de conde e que teria sido destinatário duma carta de Isidoro de Pelúsio.